# Jacob Wassermann
Pour les articles homonymes, voir Wassermann.
Jacob Wassermann (né le 9 janvier 2000)  est un para-avironiste et un ancien joueur de hockey canadien. À la suite de l'accident d'autobus des Broncos de Humboldt de 2018, il a été paralysé aux membres inférieurs, il représente le Canada aux Jeux paralympiques d'été de 2024.

## Biographie

### Hockey sur glace
Wassermann a été repêché au 8e tour (157e choix au total) du repêchage bantam de la LHOu en 2015 par les Pats de Regina de la Ligue de hockey de l'Ouest. En mars 2018, il a été nommé co-recrue de l'année de la SJHL aux côtés de Cade Kowalski des Red Wings de Weyburn. Il était gardien de but pour les Broncos de Humboldt et a survécu à l'accident d'autobus qui a coûté la vie à 16 personnes.

### Carrière de para-aviron
Jacob a commencé à pratiquer la discipline de para-aviron en octobre 2022 avec pour objectif de participer aux Jeux paralympiques de 2028 à Los Angeles. Il a ramé pour la première fois lors d'une journée portes ouvertes au Saskatoon Rowing Club.
Il a été champion canadien lors de l'épreuve du 2 000 mètres PR1 aux Championnats canadiens de para-aviron en 2023 à Victoria. Ayant obtenu une place de quota pour le Canada dans la catégorie masculine PR1 lors d'une épreuve de qualification pour les Jeux paralympiques à Rio de Janeiro.